# این یک دوره رؤیایی بود
این یک دوره رؤیایی بود (به تامیلی: Adhu Oru Kana Kaalam) فیلمی محصول سال ۲۰۰۵ و به کارگردانی بالو ماهندرا است. در این فیلم بازیگرانی همچون دنوش، پریامانی و کاروناس ایفای نقش کرده‌اند.